# Universität der Stadt Manila

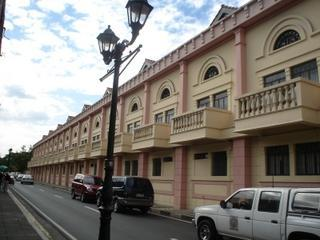
PLM-Hauptcampus

Die Universität der Stadt Manila (Englisch: University of the City of Manila; Filipino: Pamantasan ng Lungsod ng Maynila) oder PLM ist eine Universität in der General Luna Street, Intramuros, Manila, Philippinen, die am 17. Juli 1965 gegründet wurde. Die PLM gehört zu den besten staatlichen Universitäten der Philippinen.
Im Jahre ihrer Gründung studierten an der Universität 256 Studierende. Diese Zahl ist bis heute auf über 11.000 angestiegen.
Präsident der Universität ist Emmanuel A. Leyco.